# Danh sách album bán chạy nhất tại Mỹ

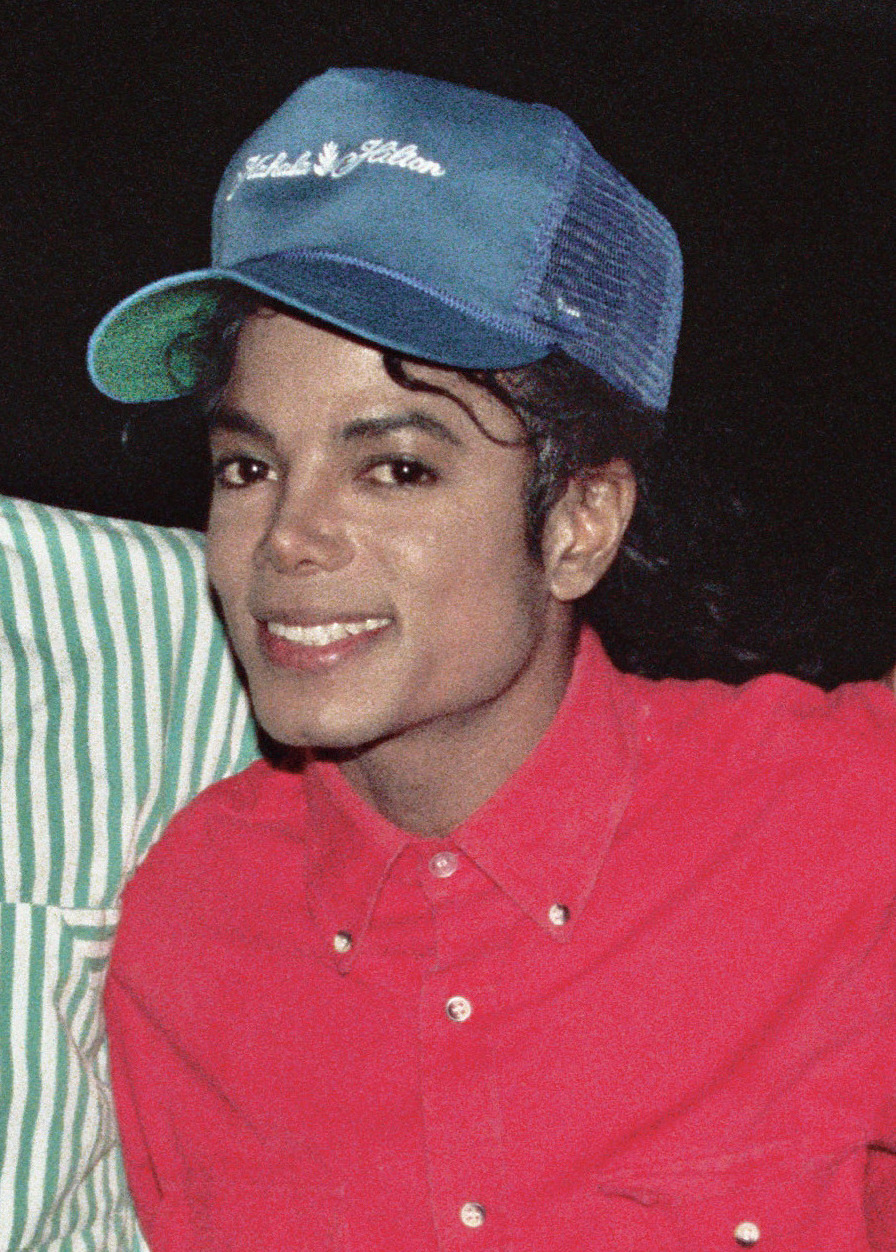
Thriller (1982) của "Ông hoàng nhạc Pop" Michael Jackson là album phòng thu bởi một nghệ sĩ hát đơn bán chạy nhất trên thị trường nhạc Hoa Kỳ, với doanh số tiêu thụ là 29 triệu bản tại đây.

Danh sách album bán chạy nhất tại Mỹ bao gồm các album nhạc được phát hành rộng rãi và có doanh số từ 10 triệu bản trở lên (hoặc đạt chứng nhận đĩa kim cương) trên thị trường nhạc của Mỹ. Các album nằm trong danh sách bao gồm các loại hình: album phòng thu, tuyển tập hit/album tổng hợp, album nhạc phim, album phối lại, album trực tiếp, box set... Trong đó, loại hình album phòng thu là nhiều hơn cả. Doanh số của các album tại Mỹ được cung cấp bởi Nielsen SoundScan. Mỗi album tiêu thụ được hết một triệu bản tại Mỹ thì sẽ được cấp chứng nhận đĩa bạch kim bởi Hiệp hội Công nghiệp ghi âm Mỹ. Và cứ 10 đĩa bạch kim tương ứng với một đĩa kim cương. Đối với album nhiều đĩa thì chứng nhận sẽ dựa trên doanh số tính bằng doanh số của một đĩa nhân với bội số đĩa.
Thriller của Michael Jackson được phát hành vào năm 1982 là album phòng thu bán chạy nhất tại Mỹ. Đây cũng là album bởi một nghệ sĩ hát đơn bán chạy nhất thế giới, với doanh số tính riêng tại Mỹ là 29 triệu bản, tương đương chứng nhận 29 lần đĩa bạch kim bởi Hiệp hội Công nghiệp ghi âm Mỹ. Their Greatest Hits (1971-1975) của ban nhạc Eagles được phát hành vào năm 1976 là tuyển tập hit bán chạy nhất tại đây và đồng hạng với Thriller về mặt doanh số. The Bodyguard của Whitney Houston/Nhiều nghệ sĩ được phát hành năm 1992 là album nhạc phim bán chạy nhất tại Mỹ, với chứng nhận 17 lần đĩa bạch kim bởi Hiệp hội ghi âm. Double Live của Garth Brooks là album trực tiếp bán chạy nhất, với chứng nhận 21 lần đĩa bạch kim.

## Danh sách album bán chạy nhất tại Hoa Kỳ

Their Greatest Hits (1971-1975) của ban nhạc Eagles là tuyển tập hit/album tổng hợp bán chạy nhất tại Mỹ, với doanh số là 29 triệu bản, tương đương với Thriller. Theo Nielsen SoundScan, từ ngày 1 tháng 3 năm 1991, album đã tiêu thụ được 6.973.000 bản.

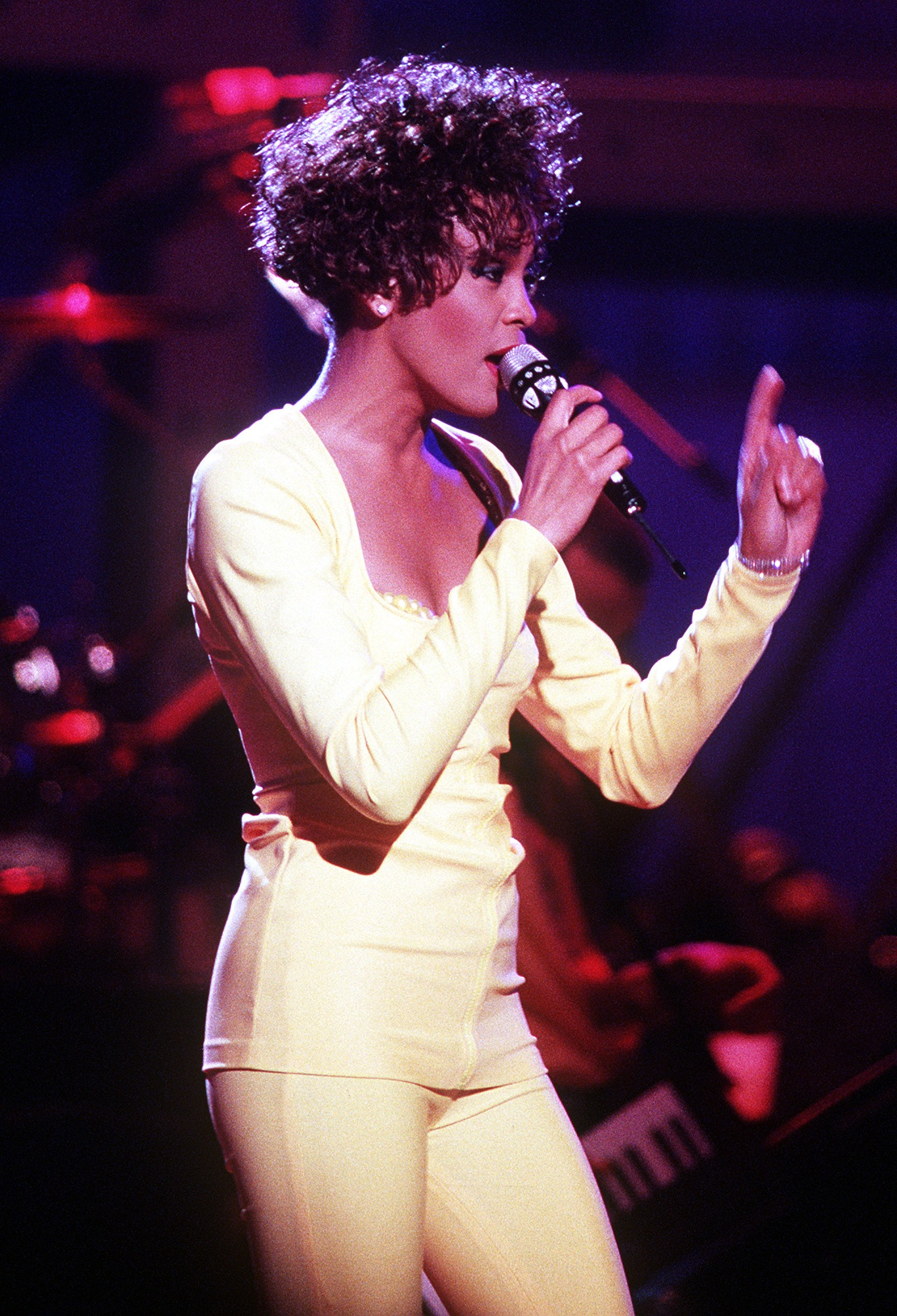
The Bodyguard của Whitney Houston là album nhạc phim bán chạy nhất tại Mỹ, với doanh số 13.358.000 bản.

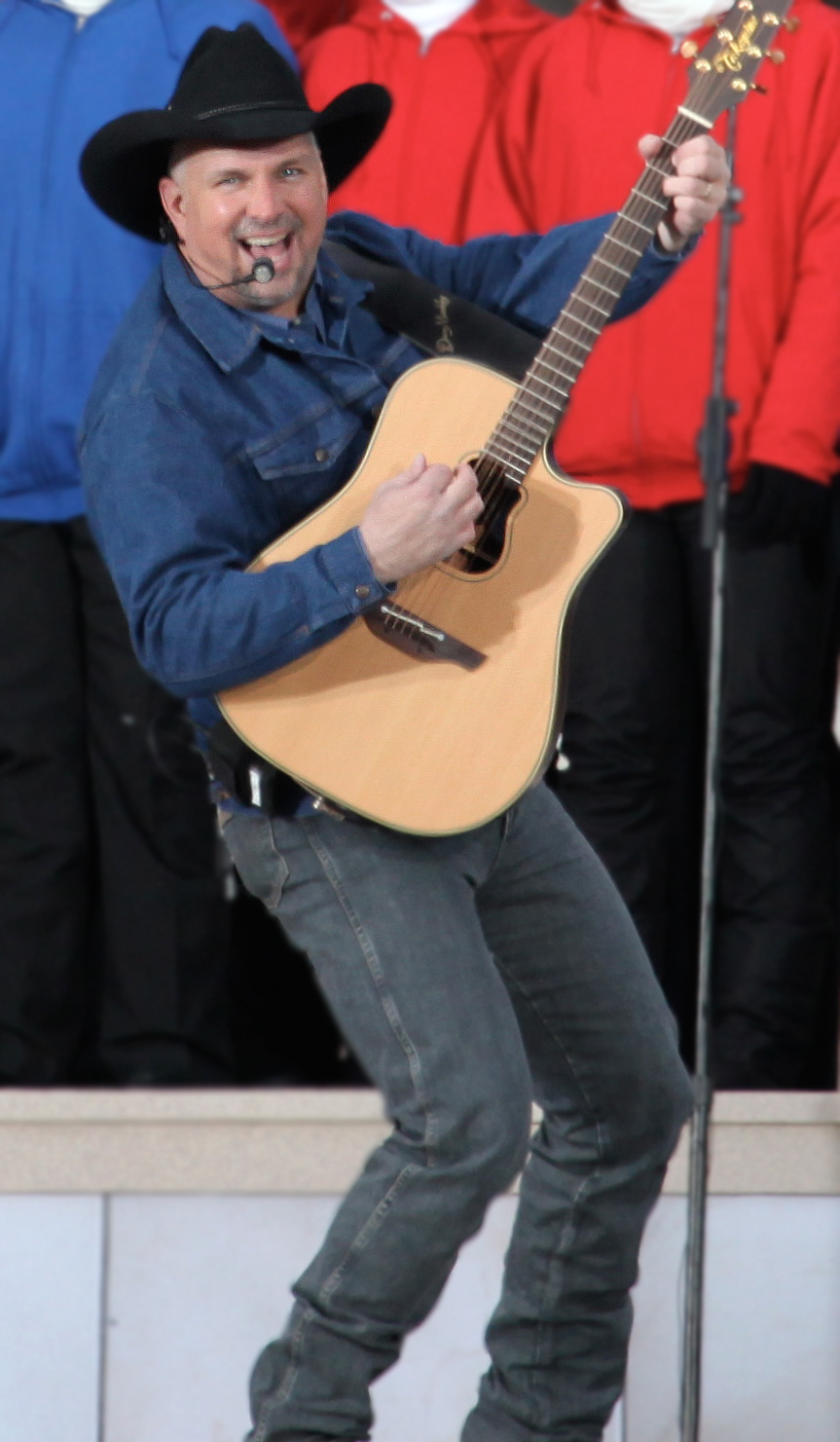
Double Live của Garth Brooks là album trực tiếp bán chạy nhất tại Mỹ, với doanh số 10.500.000 bản.

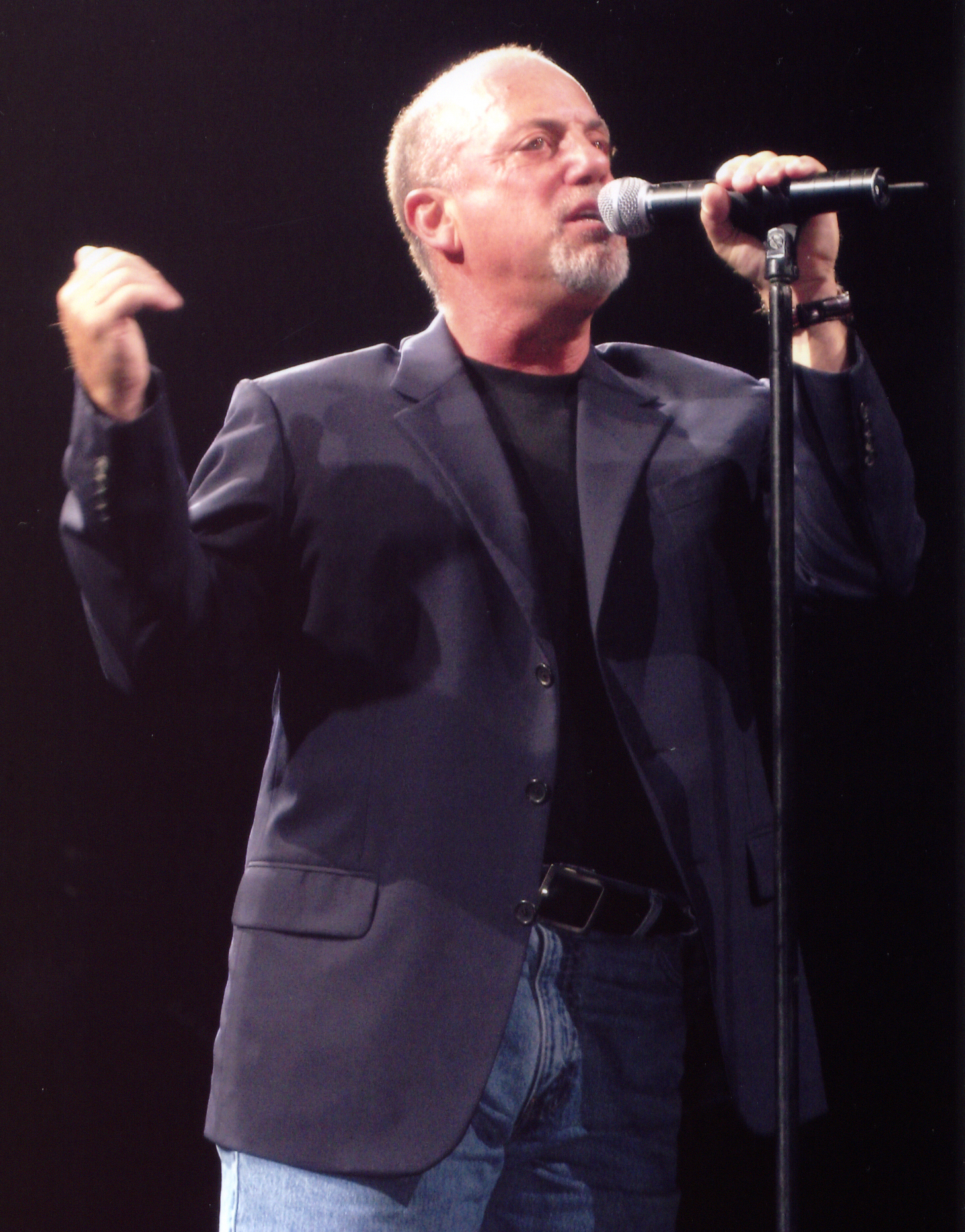
Greatest Hits Volume I & Volume II của Billy Joel là tuyển tập hit đôi bán chạy nhất tại Mỹ, với doanh số 11.500.000 bản.

The Wall của Pink Floyd là album-kép bán chạy nhất tại Mỹ.

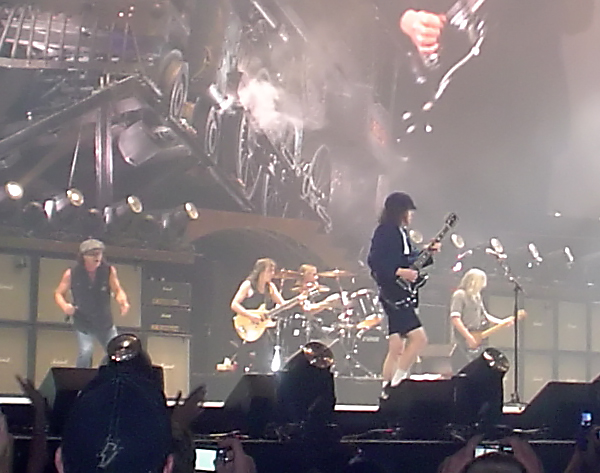
Back in Black của AC/DC là album bởi nghệ sĩ Úc bán chạy nhất tại Mỹ, với chứng nhận 22 lần đĩa bạch kim.

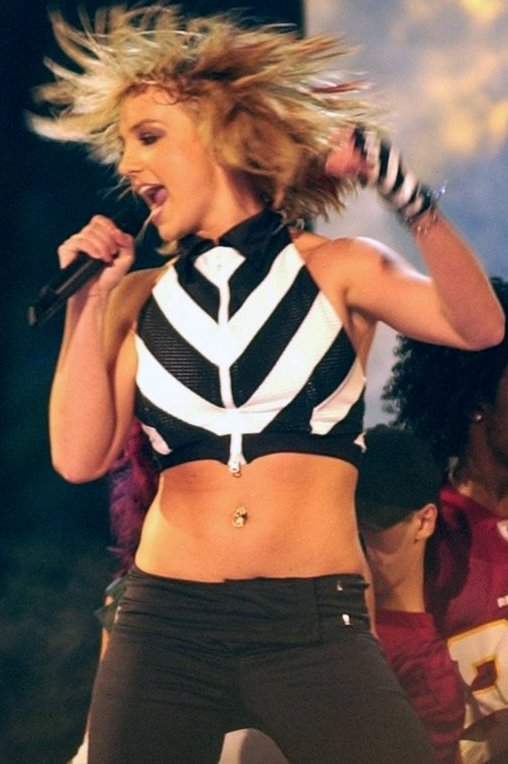
...Baby One More Time của Britney Spears là album bởi một nghệ sĩ tuổi thiếu niên (tuổi teen) bán chạy nhất tại Mỹ, chứng nhận 14 lần đĩa bạch kim khi cô mới 17 tuổi.

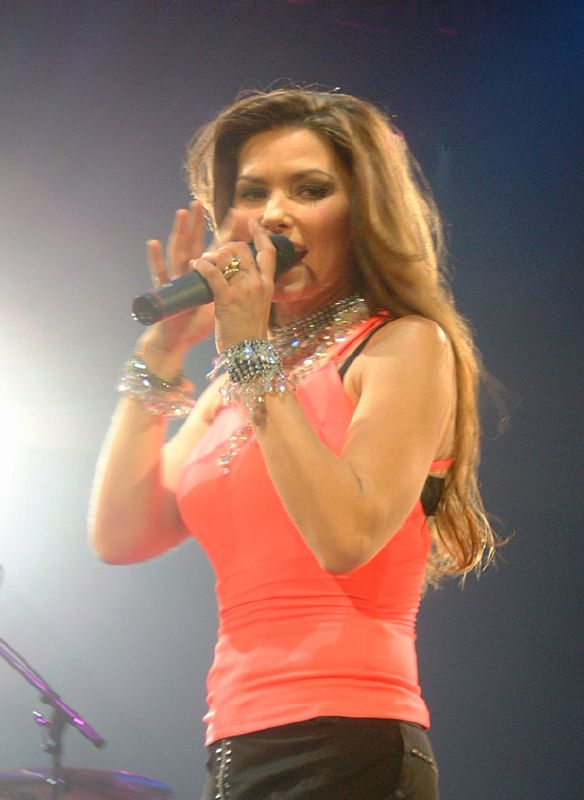
Come On Over của Shania Twain là album nhạc đồng quê bán chạy nhất tại Mỹ, với chứng nhận 20 lần đĩa bạch kim.

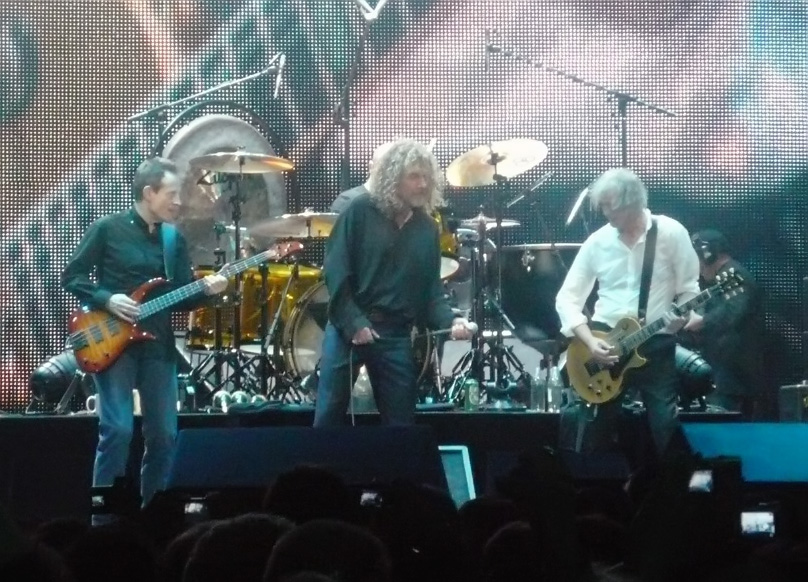
Led Zeppelin Boxed Set của ban nhạc Led Zeppelin là box set duy nhất có mặt trong danh sách, với doanh số 2,5 triệu bản.

### Hơn 20 triệu bản
| Năm  | Nghệ sĩ         | Album                           | Hãng đĩa     | Số lượng đĩa bán ra | Chứng nhận    |
| ---- | --------------- | ------------------------------- | ------------ | ------------------- | ------------- |
| 1976 | Eagles          | Their Greatest Hits (1971–1975) | Asylum       | 38,000,000          | 38× Bạch kim‡ |
| 1982 | Michael Jackson | Thriller                        | Epic         | 34,000,000          | 34× Bạch kim‡ |
| 1976 | Eagles          | Hotel California                | Asylum       | 26,000,000          | 26× Bạch kim‡ |
| 1980 | AC/DC           | Back in Black                   | Atlantic     | 25,000,000          | 25× Bạch kim‡ |
| 1971 | Led Zeppelin    | Untitled ("Led Zeppelin IV")    | Atlantic     | 24,000,000          | 24× Bạch kim  |
| 1977 | Fleetwood Mac   | Rumours                         | Warner Bros. | 20,000,000          | 20× Bạch kim  |

### 15–19 triệu bản
| Năm  | Nghệ sĩ                  | Album                     | Hãng đĩa          | Số lượng đĩa bán ra | Chứng nhận    |
| ---- | ------------------------ | ------------------------- | ----------------- | ------------------- | ------------- |
| 1987 | Guns N' Roses            | Appetite for Destruction  | Geffen            | 18,000,000          | 18× Bạch kim  |
| 1990 | Garth Brooks             | No Fences                 | Capitol Nashville | 18,000,000          | 18× Bạch kim‡ |
| 1997 | Shania Twain             | Come On Over              | Mercury Nashville | (17,690,000)        | 20× Bạch kim  |
| 1974 | Elton John               | Greatest Hits             | Polydor           | 17,000,000          | 17× Bạch kim‡ |
| 1976 | Boston                   | Boston                    | Epic Records      | 17,000,000          | 17× Bạch kim  |
| 1984 | Bruce Springsteen        | Born in the U.S.A.        | Columbia          | 17,000,000          | 17× Bạch kim  |
| 1991 | Metallica                | Metallica                 | Elektra           | (16,330,000)        | 16× Bạch kim  |
| 1977 | Soundtrack / Bee Gees    | Saturday Night Fever      | RSO               | 16,000,000          | 16× Bạch kim‡ |
| 1995 | Alanis Morissette        | Jagged Little Pill        | Maverick          | (15,550,000)        | 16× Bạch kim  |
| 1973 | Pink Floyd               | The Dark Side of the Moon | Harvest/Capitol   | 15,000,000          | 15× Bạch kim  |
| 1984 | Bob Marley & The Wailers | Legend                    | Island            | 15,000,000          | 15× Bạch kim  |
| 1988 | Journey                  | Greatest Hits             | Columbia          | 15,000,000          | 15× Bạch kim  |
| 1978 | Steve Miller Band        | Greatest Hits 1974–78     | Capitol           | 15,000,000          | 15× Bạch kim‡ |

### 10–14 triệu bản
| Năm  | Nghệ sĩ                         | Album                                                                         | Hãng đĩa                 | Số lượng đĩa bán ra | Chứng nhận                 |
| ---- | ------------------------------- | ----------------------------------------------------------------------------- | ------------------------ | ------------------- | -------------------------- |
| 1994 | Hootie & the Blowfish           | Cracked Rear View                                                             | Atlantic                 | (14,580,000)        | 21× Bạch kim‡              |
| 1971 | Carole King                     | Tapestry                                                                      | ODE                      | 14,000,000          | 14× Bạch kim‡              |
| 1972 | Simon & Garfunkel               | Simon and Garfunkel's Greatest Hits                                           | Columbia                 | 14,000,000          | 14× Bạch kim               |
| 1977 | Meat Loaf                       | Bat Out of Hell                                                               | Epic Records             | 14,000,000          | 14× Bạch kim               |
| 1987 | Soundtrack                      | Dirty Dancing                                                                 | RCA                      | 14,000,000          | 14× Bạch kim               |
| 1999 | Backstreet Boys                 | Millennium                                                                    | Jive                     | (13,890,000)        | 13× Bạch kim               |
| 1992 | Soundtrack / Whitney Houston    | The Bodyguard                                                                 | Arista                   | (13,450,000)        | 18× Bạch kim‡              |
| 1999 | Santana                         | Supernatural                                                                  | Arista                   | (13,110,000)        | 15× Bạch kim               |
| 1984 | Prince and the Revolution       | Purple Rain                                                                   | Warner Bros.             | 13,000,000          | 13× Bạch kim               |
| 1985 | Whitney Houston                 | Whitney Houston                                                               | Arista                   | 13,000,000          | 13× Bạch kim               |
| 2000 | Eminem                          | The Marshall Mathers LP                                                       | Aftermath                | (12,940,000)        | 11× Bạch kim‡(as of 2022)  |
| 2000 | The Beatles                     | 1                                                                             | Apple/EMI/Capitol        | (12,800,000)        | 11× Bạch kim(as of 2010)   |
| 2000 | NSYNC                           | No Strings Attached                                                           | Jive                     | (12,680,000)        | 11× Bạch kim(as of 2001)   |
| 1999 | Britney Spears                  | ...Baby One More Time                                                         | Jive                     | (12,300,000)        | 14× Bạch kim               |
| 1968 | The Beatles                     | The Beatles (“The White Album”)                                               | Apple                    | 12,000,000          | 24× Bạch kim(2-disc album) |
| 1969 | The Beatles                     | Abbey Road                                                                    | Apple                    | 12,000,000          | 12× Bạch kim               |
| 1969 | Led Zeppelin                    | Led Zeppelin II                                                               | Atlantic                 | 12,000,000          | 12× Bạch kim               |
| 1980 | Aerosmith                       | Greatest Hits                                                                 | Columbia                 | 12,000,000          | 12× Bạch kim               |
| 1980 | Kenny Rogers                    | Greatest Hits                                                                 | Liberty                  | 12,000,000          | 12× Bạch kim               |
| 1985 | Phil Collins                    | No Jacket Required                                                            | Atlantic                 | 12,000,000          | 12× Bạch kim               |
| 1986 | Bon Jovi                        | Slippery When Wet                                                             | Mercury Records          | 12,000,000          | 12× Bạch kim               |
| 1987 | Def Leppard                     | Hysteria                                                                      | Mercury Records          | 12,000,000          | 12× Bạch kim               |
| 1992 | Kenny G                         | Breathless                                                                    | Arista                   | 12,000,000          | 12× Bạch kim               |
| 1993 | Tom Petty and the Heartbreakers | Greatest Hits                                                                 | MCA                      | 12,000,000          | 12× Bạch kim               |
| 1997 | Backstreet Boys                 | Backstreet Boys                                                               | Jive                     | (11,920,000)        | 14× Bạch kim               |
| 2011 | Adele                           | 21                                                                            | Columbia/XL              | (11,870,000)        | 14× Bạch kim‡              |
| 1996 | Celine Dion                     | Falling into You                                                              | Epic Records             | (11,799,000)        | 12× Bạch kim               |
| 1999 | Creed                           | Human Clay                                                                    | Wind-up Records          | (11,700,000)        | 11× Bạch kim               |
| 1979 | Pink Floyd                      | The Wall                                                                      | Columbia/Harvest Records | 11,500,000          | 23× Bạch kim(2-disc album) |
| 1985 | Billy Joel                      | Greatest Hits – Volume I & Volume II                                          | Columbia                 | 11,500,000          | 23× Bạch kim(2-disc album) |
| 1997 | Soundtrack                      | Titanic                                                                       | Epic Records             | (11,146,000)        | 12× Bạch kim               |
| 2000 | Linkin Park                     | Hybrid Theory                                                                 | Warner Bros.             | (11,126,000)        | 12× Bạch kim‡              |
| 2002 | Norah Jones                     | Come Away with Me                                                             | Blue Note                | (11,100,000)        | 12× Bạch kim               |
| 1967 | The Beatles                     | Sgt. Pepper's Lonely Hearts Club Band                                         | Capitol                  | 11,000,000          | 11× Bạch kim               |
| 1973 | Led Zeppelin                    | Houses of the Holy                                                            | Atlantic                 | 11,000,000          | 11× Bạch kim               |
| 1976 | James Taylor                    | Greatest Hits                                                                 | Warner Bros.             | 11,000,000          | 11× Bạch kim               |
| 1982 | Eagles                          | Eagles Greatest Hits, Vol. 2                                                  | Asylum                   | 11,000,000          | 11× Bạch kim               |
| 1987 | Michael Jackson                 | Bad                                                                           | Epic                     | 11,000,000          | 11× Bạch kim‡              |
| 1997 | Celine Dion                     | Let's Talk About Love                                                         | Epic Records             | (10,711,000)        | 10× Bạch kim               |
| 2002 | Eminem                          | The Eminem Show                                                               | Aftermath                | (10,700,000)        | 12× Bạch kim‡              |
| 1991 | Nirvana                         | Nevermind                                                                     | DGC Records              | (10,700,000)        | 10× Bạch kim               |
| 1998 | Kid Rock                        | Devil Without a Cause                                                         | Atlantic Records         | (10,610,000)        | 11× Bạch kim               |
| 2000 | Britney Spears                  | Oops!... I Did It Again                                                       | Jive                     | (10,411,000)        | 10× Bạch kim               |
| 1998 | NSYNC                           | *NSYNC                                                                        | RCA                      | (10,300,000)        | 10× Bạch kim               |
| 2004 | Usher                           | Confessions                                                                   | Arista                   | (10,300,000)        | 10× Bạch kim               |
| 1998 | Dixie Chicks                    | Wide Open Spaces                                                              | Monument                 | (10,121,000)        | 13× Bạch kim‡              |
| 1991 | Pearl Jam                       | Ten                                                                           | Epic Records             | (10,001,000)        | 13× Bạch kim               |
| 1967 | Patsy Cline                     | Patsy Cline's Greatest Hits                                                   | Decca                    | 10,000,000          | 10× Bạch kim               |
| 1970 | Elvis Presley                   | Elvis' Christmas Album (budget reissue of 1957 LP with altered track listing) | RCA Camden/Pickwick      | 10,000,000          | 10× Bạch kim               |
| 1976 | Creedence Clearwater Revival    | Chronicle, Vol. 1                                                             | Fantasy                  | 10,000,000          | 10× Bạch kim‡              |
| 1976 | The Doobie Brothers             | Best of The Doobies                                                           | Warner Bros.             | 10,000,000          | 10× Bạch kim               |
| 1977 | Billy Joel                      | The Stranger                                                                  | Columbia                 | 10,000,000          | 10× Bạch kim               |
| 1978 | Van Halen                       | Van Halen                                                                     | Warner Bros.             | 10,000,000          | 10× Bạch kim               |
| 1981 | Journey                         | Escape                                                                        | Columbia                 | 10,000,000          | 10× Bạch kim‡              |
| 1981 | REO Speedwagon                  | Hi Infidelity                                                                 | Epic                     | 10,000,000          | 10× Bạch kim‡              |
| 1983 | Def Leppard                     | Pyromania                                                                     | Mercury Records          | 10,000,000          | 10× Bạch kim               |
| 1983 | Lionel Richie                   | Can't Slow Down                                                               | Motown                   | 10,000,000          | 10× Bạch kim               |
| 1983 | ZZ Top                          | Eliminator                                                                    | Warner Bros.             | 10,000,000          | 10× Bạch kim               |
| 1984 | Madonna                         | Like a Virgin                                                                 | Sire                     | 10,000,000          | 10× Bạch kim               |
| 1984 | Van Halen                       | 1984 (MCMLXXXIV)                                                              | Warner Bros.             | 10,000,000          | 10× Bạch kim               |
| 1986 | Beastie Boys                    | Licensed to Ill                                                               | Def Jam                  | 10,000,000          | 10× Bạch kim               |
| 1987 | Whitney Houston                 | Whitney                                                                       | Arista                   | 10,000,000          | 10× Bạch kim‡              |
| 1987 | George Michael                  | Faith                                                                         | Columbia                 | 10,000,000          | 10× Bạch kim               |
| 1987 | U2                              | The Joshua Tree                                                               | Island                   | 10,000,000          | 10× Bạch kim               |
| 1989 | Garth Brooks                    | Garth Brooks                                                                  | Capitol                  | 10,000,000          | 10× Bạch kim               |
| 1990 | Madonna                         | The Immaculate Collection                                                     | Sire                     | 10,000,000          | 10× Bạch kim               |
| 1990 | MC Hammer                       | Please Hammer Don't Hurt 'Em                                                  | Capitol                  | 10,000,000          | 10× Bạch kim               |
| 1993 | Garth Brooks                    | In Pieces                                                                     | Capitol                  | 10,000,000          | 10× Bạch kim‡              |

### Dưới 10 triệu bản
| Năm  | Nghệ sĩ               | Album                                  | Hãng đĩa                  | Số lượng đĩa bán ra | Chứng nhận                  |
| ---- | --------------------- | -------------------------------------- | ------------------------- | ------------------- | --------------------------- |
| 1994 | Boyz II Men           | II                                     | Motown                    | (9,890,000)         | 12× Bạch kim                |
| 1991 | Garth Brooks          | Ropin' the Wind                        | Capitol Nashville         | (9,600,000)         | 14× Bạch kim                |
| 1995 | No Doubt              | Tragic Kingdom                         | Trauma/Interscope Records | (9,520,000)         | 10× Bạch kim                |
| 2015 | Adele                 | 25                                     | Columbia/XL               | (9,450,000)         | 11× Bạch kim‡               |
| 1996 | Matchbox Twenty       | Yourself or Someone Like You           | Atlantic                  | (9,358,000)         | 12× Bạch kim                |
| 1994 | Green Day             | Dookie                                 | Reprise Records           | (9,342,000)         | 10× Bạch kim                |
| 1994 | Bob Seger             | Greatest Hits                          | Capitol                   | (9,062,000)         | 10× Bạch kim‡               |
| 1994 | TLC                   | CrazySexyCool                          | LaFace                    | (8,970,000)         | 12× Bạch kim‡               |
| 1995 | Shania Twain          | The Woman in Me                        | Mercury Nashville         | (8,894,000)         | 12× Bạch kim                |
| 1995 | Jewel                 | Pieces of You                          | Atlantic                  | (8,800,000)         | 12× Bạch kim                |
| 2000 | Nelly                 | Country Grammar                        | Universal                 | (8,581,000)         | 10× Bạch kim‡               |
| 1995 | Mariah Carey          | Daydream                               | Columbia                  | (8,505,000)         | 11× Bạch kim                |
| 1973 | The Beatles           | The Beatles 1967 - 1970                | Apple                     | 8,500,000           | 17× Bạch kim(2-disc album)  |
| 1999 | Dixie Chicks          | Fly                                    | Monument Records          | (8,396,000)         | 11× Bạch kim‡               |
| 1998 | Lauryn Hill           | The Miseducation of Lauryn Hill        | Columbia                  | (8,078,477)         | 10× Bạch kim‡               |
| 1993 | Mariah Carey          | Music Box                              | Columbia                  | (8,012,000)         | 10× Bạch kim                |
| 1975 | Led Zeppelin          | Physical Graffiti                      | Swan Song                 | 8,000,000           | 16× Bạch kim(2-disc album)  |
| 2005 | Nickelback            | All the Right Reasons                  | Roadrunner                | (7,960,000)         | 10× Bạch kim‡               |
| 1994 | Soundtrack            | The Lion King                          | Walt Disney Records       | (7,879,000)         | 10× Bạch kim                |
| 1994 | Garth Brooks          | The Hits                               | Liberty Records           | (7,821,000)         | 10× Bạch kim                |
| 1992 | Eric Clapton          | Unplugged                              | Reprise Records           | (7,617,000)         | 10× Bạch kim                |
| 1973 | The Beatles           | The Beatles 1962 - 1966                | Apple                     | 7,500,000           | 15× Bạch kim(2-disc album)  |
| 2008 | Taylor Swift          | Fearless                               | Big Machine Records       | (7,130,000)         | 10× Bạch kim‡               |
| 1997 | The Notorious B.I.G.  | Life After Death                       | Bad Boy Records/Arista    | (6,320,000)         | 11× Bạch kim‡(2-disc album) |
| 1998 | Garth Brooks          | Double Live                            | Capitol Nashville         | (6,017,000)         | 21× Bạch kim(2-disc album)  |
| 1971 | The Rolling Stones    | Hot Rocks 1964-1971                    | London                    | 6,000,000           | 12× Bạch kim(2-disc album)  |
| 2003 | Outkast               | Speakerboxxx/The Love Below            | LaFace, Arista            | (5,702,000)         | 11× Bạch kim(2-disc album)  |
| 1997 | Garth Brooks          | Sevens                                 | Capitol Records           | (5,700,000)         | 10× Bạch kim‡               |
| 2002 | Shania Twain          | Up!                                    | Mercury Nashville         | (5,409,000)         | 11× Bạch kim(2-disc album)  |
| 1992 | Garth Brooks          | The Chase                              | Liberty Records           | (5,100,000)         | 10× Bạch kim                |
| 1998 | 2Pac                  | Greatest Hits                          | Interscope                | (5,100,000)         | 10× Bạch kim(2-disc album)  |
| 1976 | Stevie Wonder         | Songs in the Key of Life               | Motown                    | 5,000,000           | 10× Bạch kim(2-disc album)  |
| 1985 | The Doors             | The Best of The Doors                  | Elektra                   | 5,000,000           | 10× Bạch kim(2-disc album)  |
| 1996 | 2Pac                  | All Eyez On Me                         | Death Row Records         | 5,000,000           | 10× Bạch kim(2-disc album)  |
| 2007 | Garth Brooks          | The Ultimate Hits                      | Pearl Records             | 5,000,000           | 10× Bạch kim‡(2-disc album) |
| 1995 | The Smashing Pumpkins | Mellon Collie and the Infinite Sadness | Virgin                    | (4,900,000)         | 10× Bạch kim(2-disc album)  |
| 1994 | Soundtrack            | Forrest Gump                           | Epic Records              | (4,400,000)         | 12× Bạch kim(2-disc album)  |
| 1986 | Bruce Springsteen     | Live/1975–85                           | Columbia                  | 4,333,333           | 13× Bạch kim(3-disc album)  |
| 2005 | Eminem                | Curtain Call: The Hits                 | Aftermath                 | 4,000,000           | 10× Bạch kim‡               |
| 1990 | Led Zeppelin          | Led Zeppelin Boxed Set                 | Atlantic Records          | 2,500,000           | 10× Bạch kim(4-disc album)  |